# 黒田尭之
黒田 尭之（くろだ たかゆき、1996年9月26日 - ）は、日本将棋連盟所属の将棋棋士。畠山鎮八段門下。棋士番号は318。愛媛県松山市出身。

## 棋歴
6歳の時に父から教わったことをきっかけに将棋を始めた。松山市の将棋道場「松山将棋センター」に通い、イベントで松山に来た畠山鎮に弟子入り（兄弟子に斎藤慎太郎）。小学6年で奨励会に入会し、2008年の第33回小学生将棋名人戦で準優勝（準決勝では増田康宏に勝利）、第7回全国小学生倉敷王将戦で優勝。
2013年4月、三段リーグ入り。松山市の新田高等学校を卒業後、愛媛大学に進学したが、中退し将棋に専念した。第58回奨励会三段リーグでは、最終局を2連勝すれば結果的に昇段していたが、2局目で佐々木大地に敗れ、11勝7敗の7位に終わる（佐々木はこの勝利で3位となり、2回目の次点を獲得して、フリークラスでのプロ入りを果たしている）。藤井聡太と大橋貴洸が四段昇段を果たした第59回三段リーグでは、12勝6敗で3位（次点）だった。第63回三段リーグでは、昇段争いのライバル3名（山本博志と他2名）が全敗した上で自身が2連勝すれば昇段という状態となり、最終的に2連勝したもののライバル3名が何れも全敗はしなかったため、12勝6敗の5位に終わる（山本は当期2位で四段に昇段している）。
そして2018年度の後期、第64回三段リーグにて13勝5敗の成績を収め2位となり、参戦12期目にして四段昇段を決めた（同時昇段は出口若武）。愛媛県出身の棋士の誕生は森信雄以来、43年ぶりだった。

### プロ入り後
2019年度
公式戦10勝2敗の好成績を挙げた折田翔吾アマの棋士編入試験五番勝負第1局（11月25日）の試験官になることが、9月19日に発表された。黒田と折田は三段リーグ在籍時に対戦経験があり、2013年度後期・2014年度後期では折田が勝利、折田にとって最後の三段リーグとなった2015年度後期では黒田が勝利し、黒田の1勝2敗であった。黒田は「複雑な気持ちはありますが、試験官になる以上は全力で指すつもりです」と心境を語り、意表を突く初手▲1六歩の端歩突きからの四間飛車を採用したが、中盤からペースを握られ98手で敗れた。
2020年度
第79期順位戦C級2組では初戦から8連勝を記録。2021年2月4日、自身の対局日ではなかったものの、昇級を争う佐々木大地が敗れたことで最終局を残して3位以上が確定。順位戦参加2期目にしてC級1組への昇級を決めると共に、規定により五段へと昇段した（最終的な成績は9勝1敗の1位）。
2021年度
第29期銀河戦にて本戦ブロックを5連勝（=最多勝）で突破し、決勝トーナメントに初進出した（1回戦で、当期優勝者となる菅井竜也に敗戦）。
2022年度
第93期棋聖戦にて一次予選からの6連勝で、初の本戦入りを果たす。しかし、本戦では1回戦で三浦弘行に敗れた（本戦入りにより、次期棋聖戦の二次予選シード権は獲得した）。第53期新人王戦では決勝三番勝負に進出したが、服部慎一郎に敗れ棋戦初優勝を逃した。

## 棋風
居飛車・振り飛車を指しこなすオールラウンダー。将棋ソフトの評価値について、「序盤は何を指しても良い勝負になると考えていて、評価値で言うと例えば−200だとか−300だとか、そんな数字なら人間同士ならなんとでもなると思っている」「評価値を自分の考え方で理解できるかどうかが大事。自分の感覚を重視した方がいい」と語っている。
2020年2月に順位戦C級2組の井出隼平戦で右銀急戦を採用して快勝したことをきっかけに出版の依頼が舞い込み、同年12月に初の著書『黒田尭之の新研究 よみがえる右銀急戦』を出版した。

## 人物
- 松山市在住のため、奨励会当時は大阪の関西将棋会館へは長い時間の行程を要していた。バスで2時間かけて愛媛の港へ行き、夜10時出航の夜行フェリー船中で1泊し翌朝6時に大阪港、さらに電車で40分かけて関西将棋会館へ通う行程を、奨励会入会以降、棋士になるまで対局のたびに続けていた[19]。帰路も同様に、奨励会の例会を夕方6時頃に終えたあと大阪港へ向かい、夜の10時に出航するフェリーに乗り、翌朝の6時に愛媛の港着のルートで、かつ高校時代は、それから学校に通学していた[20]。級位者時代に海が荒れ船が出なかったことが一度だけあり、その時は休んでいる[20]。棋士になってからは飛行機で前日入りすることが多くなったが[21]、「地元のつながりを大切に、地元の人たちに応援される棋士になりたい」という思いから松山市在住にこだわるつもりだという[4]。
- 将棋倶楽部24でよく対局し、奨励会時代は毎月300局以上指していた[22]。トータルの対局数については「アカウントが複数あるので正確な対局数は分かりませんが、数万局単位なのは間違いないです」と答えている[23]。最高レーティングは3131（2019年9月時点）[24]。
- 同じ松山市出身の女流棋士・山根ことみは小学校時代からの知り合いで、高校も同じである（山根が1年下）。正月に山根が帰省した際に1日で20局ほど対局し、黒田にとっては普通の局数だったが、山根からは「24のやりすぎで感覚が麻痺してる」と言われた[25]。
- 憧れの棋士として、同じ松山市出身の土居市太郎を挙げている[26]。
- 兄弟子の斎藤慎太郎については「将棋の面でも人柄の面でも、すべてにおいて憧れの兄弟子という感じです。いつか公式戦で当たるのを目標にしています」と語っており[27]、2020年10月30日に第62期王位戦予選で初対局が実現した（斎藤が勝利）。
- 書道が苦手で、色紙などには個性的な字で揮毫している[28][29]。「ちょっと個性が強すぎるので、練習しないと」と答えている[30]。
- 父の影響で物心がついた時からビートルズを聴き、好きな曲として『Across the Universe』『Dear Prudence』を挙げている。伊坂幸太郎の小説『透明ポーラーベア』を読んでいる時に『Dear Prudence』が出てきて感動し、それから伊坂幸太郎の作品をすべてチェックしている[31]。会ってみたい有名人はリンゴ・スター[32]。
- 2020年末、将棋系VTuberの菜々河（ななかわ）れいの動画にコラボ出演（菜々河のオリジナル戦法「菜々河流向かい飛車」を黒田に迎え撃ってもらい講評してもらうという内容）。「確かにこの作戦も考えられる」「指したいですね」と語り、2021年9月28日の第15回朝日杯将棋オープン戦一次予選決勝・千葉幸生戦で実際に菜々河流向かい飛車を採用したが敗れた。『将棋世界』2023年1月号の付録で菜々河流向かい飛車を紹介している[33]。

## 昇段履歴
昇段規定は、将棋の段級 を参照。
奨励会（関西奨励会）
- 2008年09月00日 ： 6級 = 関西奨励会入会 [1][34]

| - 2000年00月00日 ： 5級 - 2000年00月00日 ： 4級 - 2009年12月00日 ： 3級 - 2010年00月00日 ： 2級 - 2010年06月00日 ： 1級 - 2011年10月00日 ： 初段 - 2012年08月00日 ： 二段 |

- 2012年12月00日 ： 三段（第53回奨励会三段リーグ戦〈2013年度前期〉からリーグ参加）[1][39]
- 2019年04月01日 ： 四段（第64回奨励会三段リーグ戦成績2位） = プロ入り [1]

四段昇段以降
- 2019年04月01日 ： 四段 = プロ入り[1]
- 2021年02月04日 ： 五段（順位戦C級1組昇級、通算38勝25敗）[14][注 1][注 2]

## 主な成績

### 在籍クラス
| 開始 年度 | (出典)順位戦出典 | (出典)順位戦出典 | (出典)順位戦出典 | (出典)順位戦出典 | (出典)順位戦出典 | (出典)順位戦出典 | (出典)順位戦出典 | (出典)順位戦出典 | (出典)竜王戦出典 | (出典)竜王戦出典 | (出典)竜王戦出典 | (出典)竜王戦出典 | (出典)竜王戦出典 | (出典)竜王戦出典 | (出典)竜王戦出典 | (出典)竜王戦出典 | (出典)竜王戦出典 | (出典)竜王戦出典 |
| 開始 年度 | 期               | 名人             | A級              | B級              | B級              | C級              | C級              | 0                | 期               | 竜王             | 1組              | 2組              | 3組              | 4組              | 5組              | 6組              | 決勝 T           |                  |
| 開始 年度 | 期               | 名人             | A級              | 1組              | 2組              | 1組              | 2組              | 0                | 期               | 竜王             | 1組              | 2組              | 3組              | 4組              | 5組              | 6組              | 決勝 T           |                  |
| --- | ---------------- | ---------------- | ---------------- | ---------------- | ---------------- | ---------------- | ---------------- | ---------------- | ---------------- | ---------------- | ---------------- | ---------------- | ---------------- | ---------------- | ---------------- | ---------------- | ---------------- | ---------------- |
| 2016 |                  | 四段昇段前       | 四段昇段前       | 四段昇段前       | 四段昇段前       | 四段昇段前       | 四段昇段前       | 四段昇段前       | 30               |                  |                  |                  |                  |                  |                  | 6組三段          | --               | 0-1/昇0-0        |
| 2017 |                  | 四段昇段前       | 四段昇段前       | 四段昇段前       | 四段昇段前       | 四段昇段前       | 四段昇段前       | 四段昇段前       | 31               | 四段昇段前       | 四段昇段前       | 四段昇段前       | 四段昇段前       | 四段昇段前       | 四段昇段前       | 四段昇段前       | 四段昇段前       | 四段昇段前       |
| 2018 |                  | 四段昇段前       | 四段昇段前       | 四段昇段前       | 四段昇段前       | 四段昇段前       | 四段昇段前       | 四段昇段前       | 32               | 四段昇段前       | 四段昇段前       | 四段昇段前       | 四段昇段前       | 四段昇段前       | 四段昇段前       | 四段昇段前       | 四段昇段前       | 四段昇段前       |
| 2019 | 78               |                  |                  |                  |                  |                  | C252             | 7-3              | 33               |                  |                  |                  |                  |                  |                  | 6組              | --               | 1-1/昇3-1        |
| 2020 | 79               |                  |                  |                  |                  |                  | C213             | 9-1              | 34               |                  |                  |                  |                  |                  |                  | 6組              | --               | 0-1/昇0-1        |
| 2021 | 80               |                  |                  |                  |                  | C129             |                  | 7-3              | 35               |                  |                  |                  |                  |                  |                  | 6組              | --               | 2-1/昇0-1        |
| 2022 | 81               |                  |                  |                  |                  | C108             |                  | 7-3              | 36               |                  |                  |                  |                  |                  |                  | 6組              | --               | 0-1/昇1-1        |
| 2023 | 82               |                  |                  |                  |                  | C102             |                  | 6-4              | 37               |                  |                  |                  |                  |                  |                  | 6組              | --               | 2-1/昇0-1        |
| 2024 | 83               |                  |                  |                  |                  | C109             |                  | -                | 38               |                  |                  |                  |                  |                  |                  | 6組              | --               | -                |
| 順位戦、竜王戦の 枠表記 は挑戦者。右欄の数字は勝-敗(番勝負/PO含まず)。 順位戦の右数字はクラス内順位 ( x当期降級点 / *累積降級点 / +降級点消去 ) 順位戦の「F編」はフリークラス編入 /「F宣」は宣言によるフリークラス転出。 竜王戦の 太字 はランキング戦優勝、竜王戦の 組(添字) は棋士以外の枠での出場。 |                  |                  |                  |                  |                  |                  |                  |                  |                  |                  |                  |                  |                  |                  |                  |                  |                  |                  |

### 年度別成績
| 年度                                                               | 対局数 | 勝数 | 負数 | 勝率   | (出典) |
| ------------------------------------------------------------------ | ------ | ---- | ---- | ------ | ------ |
| 2015年度                                                           | 5      | 4    | 1    | 0.8000 | [ 45 ] |
| 2016年度                                                           | 5      | 1    | 4    | 0.2000 | [ 46 ] |
| 2017年度                                                           | 1      | 0    | 1    | 0.0000 | [ 47 ] |
| 2018年度                                                           | 4      | 2    | 2    | 0.5000 | [ 48 ] |
| 通算                                                               | 15     | 7    | 8    |        |        |
| 2019年4月1日 四段昇段 四段昇段前の成績（棋士通算成績の合算対象外） |        |      |      |        |        |

| 年度             | 対局数 | 勝数 | 負数 | 勝率   | (出典) | 通算成績 | 通算成績 | 通算成績 | 通算成績 | 通算成績 |
| ---------------- | ------ | ---- | ---- | ------ | ------ | -------- | -------- | -------- | -------- | -------- |
| 2019年度         | 30     | 14   | 16   | 0.4666 | [ 49 ] | 対局数   | 勝数     | 負数     | 勝率     | (出典)   |
| 2020年度         | 39     | 28   | 11   | 0.7179 | [ 50 ] | 69       | 42       | 27       |          |          |
| 2019-2020 (小計) | 69     | 42   | 27   |        |        | 通算成績 | 通算成績 | 通算成績 | 通算成績 | 通算成績 |
| 年度             | 対局数 | 勝数 | 負数 | 勝率   | (出典) | 対局数   | 勝数     | 負数     | 勝率     | (出典)   |
| 2021年度         | 44     | 27   | 17   | 0.6136 | [ 51 ] | 113      | 69       | 44       | 0.6106   | [ 52 ]   |
| 2022年度         | 39     | 22   | 17   | 0.5641 | [ 53 ] | 152      | 91       | 61       | 0.5986   | [ 54 ]   |
| 2023年度         | 32     | 18   | 14   | 0.5625 | [ 55 ] | 184      | 109      | 75       | 0.5923   | [ 56 ]   |
| 2021-2023 (小計) | 115    | 67   | 48   |        |        |          |          |          |          |          |
| 通算             | 184    | 109  | 75   | 0.5923 | [ 56 ] |          |          |          |          |          |
| 2023年度まで     |        |      |      |        |        |          |          |          |          |          |

- 公式戦通算100勝：2023年10月07日（通算100勝68敗、第82期順位戦C級1組6回戦・対宮田敦史七段戦）[注 3]

## 著書
- 黒田尭之の新研究 よみがえる右銀急戦（2020年12月23日、マイナビ出版 ISBN 978-4839975289）
- 黒田尭之の横歩取り研究―15のテーマとその結論（2022年3月23日、マイナビ出版 ISBN 978-4839979683）
- 後手番の全戦型に対応! 絶対早繰り銀（2024年3月14日、マイナビ出版 ISBN 978-4839985486）